# گرند پریری (تگزاس)
گرند پریری، تگزاس(به انگلیسی: Grand Prairie, Texas) شهری در ایالت تگزاس از ایالات جنوبی ایالات متحده آمریکا است. این شهر قسمتی از کلان‌شهر دالاس-فورت وورث است. در سرشماری سال ۲۰۰۰، جمعیت این شهر ۱۵۳٬۸۱۲ نفر اعلام شد.